# NGC 1461
NGC 1461 (również PGC 13881) – galaktyka soczewkowata (S0), znajdująca się w gwiazdozbiorze Erydanu. Odkrył ją William Herschel 6 października 1785 roku.